# Chetogena raoi
Chetogena raoi är en tvåvingeart som först beskrevs av Louis-Paul Mesnil 1968.  Chetogena raoi ingår i släktet Chetogena och familjen parasitflugor. Inga underarter finns listade i Catalogue of Life.